# アンソニー・エランガ
- アントニー・エランガ

アンソニー・ダヴィド・ジュニア・エランガ（Anthony David Junior Elanga, 2002年4月27日 - ）は、スウェーデン・マルメ出身のサッカー選手。プレミアリーグ・ニューカッスル・ユナイテッドFC所属。ポジションはフォワード。スウェーデン代表。

## クラブ経歴
マルメFFなどのユースを経て、2014年にイギリスに渡り、マンチェスター・ユナイテッドFCのユースアカデミーに入所。2018年にU-18ユースチームに昇格。2018-19シーズンは同ユースリーグで17試合3ゴールを記録。
2019-20シーズンは更に数字を伸ばし、U-18リーグで6ゴールを決めた後にU-23チームに昇格。同シーズンのクラブ最優秀若手選手に選出。近年ラッシュフォードやグリーンウッドなどを輩出したユナイテッドの新たな超逸材として注目を集める。
2020-21シーズンもU-23リーグでゴールを量産し、2021年にプロ契約を締結。翌月トップチームに昇格。5月11日のプレミアリーグのレスター・シティFC戦で先発で起用されプロデビュー。後半15分までプレーするも、試合は1-2で敗れた。同年12月24日にユナイテッドと2026年までの長期の契約更新をした。
2022年2月23日、UEFAチャンピオンズリーグ・ラウンド16のアトレティコ・マドリード戦1stレグでは、ビハインドで迎えた後半30分より出場すると、後半35分に同点ゴールを挙げた。
2023年7月25日、ノッティンガム・フォレストFCに移籍した。5年契約で、移籍金は約27億円とみられている。
2025年7月11日、ニューカッスル・ユナイテッドFCに長期契約で移籍。BBCスポーツによれば移籍金は5500万ポンドとされている。また、背番号は20を着用することになった。

## 代表経歴
2019年にアイルランドで開催されたUEFA U-17欧州選手権に、U-17スウェーデン代表で出場。オランダ、フランス、イングランドが同居したグループBで3戦全敗に終わったものの、エランガばフランス戦で2ゴールを決めた。
2022年3月24日、2022 FIFAワールドカップ・予選プレーオフのチェコ代表戦にて、115分にエミル・フォルスベリとの途中交代でスウェーデンA代表デビューを果たした。A代表初ゴールは2022年6月5日のUEFAネーションズリーグ、ノルウェー代表との試合である。

## 私生活
- 父は元カメルーン代表のジョセフ・エランガで、1998 FIFAワールドカップに出場した。
- 上述の2021年5月11日のプロデビュー戦を勝利で飾ることは出来なかったエランガだったが、試合後にはネマニャ・マティッチから絶賛された[18]。
- 2022年2月4日に行われたFAカップ4回戦ミドルズブラFC戦のPK戦でPKを失敗しチームは敗戦。試合後にはSNS上での彼への人種差別発言が問題となった[19]。

## 個人成績

### クラブ
| クラブ                       | シーズン     | リーグ         | リーグ戦 | リーグ戦 | FAカップ | FAカップ | EFLカップ | EFLカップ | 国際大会 | 国際大会 | その他 | その他 | 合計 | 合計 |
| クラブ                       | シーズン     | リーグ         | 出場     | 得点     | 出場     | 得点     | 出場      | 得点      | 出場     | 得点     | 出場   | 得点   | 出場 | 得点 |
| ---------------------------- | ------------ | -------------- | -------- | -------- | -------- | -------- | --------- | --------- | -------- | -------- | ------ | ------ | ---- | ---- |
| マンチェスター・ユナイテッド | 2020-21      | プレミアリーグ | 2        | 1        | 0        | 0        | 0         | 0         | 0        | 0        | -      | -      | 2    | 1    |
| マンチェスター・ユナイテッド | 2021-22      | プレミアリーグ | 21       | 2        | 2        | 0        | 1         | 0         | 3        | 1        | -      | -      | 27   | 3    |
| マンチェスター・ユナイテッド | クラブ通算   | クラブ通算     | 23       | 3        | 2        | 0        | 1         | 0         | 3        | 1        | 0      | 0      | 29   | 4    |
| キャリア通算                 | キャリア通算 | キャリア通算   | 23       | 3        | 2        | 0        | 1         | 0         | 3        | 1        | 0      | 0      | 29   | 4    |

### 代表
出場大会
- U-17スウェーデン代表

2019年 - UEFA U-17欧州選手権2019 (グループステージ敗退)
試合数
- 国際Aマッチ 7試合1得点（2022年 - ）

| スウェーデン代表 | 国際Aマッチ | 国際Aマッチ |
| 年               | 出場        | 得点        |
| ---------------- | ----------- | ----------- |
| 2022             | 7           | 1           |
| 通算             | 7           | 1           |